# 中国民主建国会新疆维吾尔自治区委员会
中国民主建国会新疆维吾尔自治区委员会，简称民建新疆区委会、民建新疆维吾尔自治区委、新疆民建，是中国民主建国会在新疆维吾尔自治区的地方组织。